# Mateusz Damięcki
Mateusz Dobiesław Damięcki (ur. 19 maja 1981 w Warszawie) – polski aktor teatralny, filmowy, telewizyjny, radiowy i dubbingowy pochodzący z wielopokoleniowej rodziny aktorskiej.

## Życiorys

### Rodzina i edukacja
Urodził się w Warszawie w wielopokoleniowej rodzinie aktorskiej jako syn Joanny (z domu Stankiewicz) i Macieja Damięckich. Rodzina Damięckich pieczętuje się szlacheckim herbem Dąbrowa. Jego dziadkowie ze strony ojca – Irena i Dobiesław Damięccy – również byli aktorami, podobnie jak młodsza siostra Matylda (ur. 1985), stryj Damian i kuzyn Grzegorz.
W 2000 ukończył VI Liceum Ogólnokształcące im. Tadeusza Reytana w Warszawie. W 2004 ukończył studia na Wydziale Aktorskim Akademii Teatralnej im. Aleksandra Zelwerowicza w Warszawie.

### Kariera zawodowa
6 grudnia 1986 zadebiutował jako aktor występem w widowisku muzycznym Leona Schillera Pastorałka w reż. Barbary Fijewskiej w warszawskiej Sali Kongresowej. W 1993 roku wystąpił jako Jim w serialu Jerzego Łukaszewicza Wow oraz jako Lech, wnuk Karwowskich w serialowej kontynuacji przygód inżyniera Karwowskiego Jerzego Gruzy Czterdziestolatek. 20 lat później. Zadebiutował również na wielkim ekranie rolą Janika w filmie fantastycznym dla dzieci i młodzieży Jerzego Łukasiewicza Łowca. Ostatnie starcie.
Zagrał małego Kordiana w sztuce Juliusza Słowackiego Kordian (1994) w reż. Jana Englerta w Teatrze Telewizji. Wystąpił w roli Jurka Zarychty w serialu Matki, żony i kochanki (1995). W okresie studiów aktorskich zagrał kolejne role serialowe: Błażeja w Policjantach (1999) i Mateusza Marczyńskiego w Klanie (1999–2000). W 2002 na scenie Teatru Nowego zagrał Kordiana w sztuce Słowackiego Kordian, czyli spisek koronacyjny w reż. Adama Hanuszkiewicza, który następnie zaangażował go do roli Amintasa w przedstawieniu impresaryjnym Jana Andrzeja Morsztyna Eros i drażnięta. 
Ogólnopolską rozpoznawalność przyniosła mu główna rola Cezarego Baryki w ekranizacji powieści Stefana Żeromskiego Przedwiośnie (2001) i serialu pod tym samym tytułem (2002) w reż. Filipa Bajona. W latach 2004–2006 był aktorem Teatru Współczesnego w Warszawie, w którym grał w spektaklach Tunel (2004) Jacka Kaczmarskiego, Transfer (2005) Maksyma Kuroczkina w reż. Macieja Englerta jako Manabozo (Wielki Zając) oraz Wasza Ekscelencja (2005) Fiodora Dostojewskiego w reż. Izabelli Cywińskiej jako Widoplasow. 
W 2007 w parze z Ewą Szabatin zajął trzecie miejsce w szóstej edycji programu rozrywkowego TVN Taniec z gwiazdami oraz zagrał Andrzeja Skowrońskiego, głównego bohatera filmu Jutro idziemy do kina. Za rolę Kani w filmie Dominika Matwiejczyka Czarny (2008) zdobył wyróżnienie w konkursie kina niezależnego na Gdynia Film Festival 2009 oraz nagrodę Polskiego Kina Niezależnego im. Jana Machulskiego dla najlepszego aktora w 2010. Zagrał Wojtka, głównego bohatera filmu Kochaj i tańcz (2009). W 2010 wziął udział w teledysku do piosenki zespołu Sabaton „Uprising”. W latach 2011–2012 występował gościnnie w przedstawieniach Teatru Syrena: jako Andy w Skazanych na Shawshank (2011) Stephena Kinga i Adam Rowiński w Trójce do potęgi (2012) Grzegorza Miecugowa w reż. Wojciecha Malajkata.
Na telewizyjnym ekranie występował w serialach: Na krawędzi (2012–2014) jako prokurator Marek Frydrych, Na dobre i na złe (2014–2023) w roli doktora Krzysztofa Radwana, Ultraviolet (2017–2019) w roli Adama Szmita, W rytmie serca (2017–2020) w roli doktora Adama Żmudy, Usta usta (2020) w roli Michała i Przyjaciółki (2021–2022) w roli Błażeja Nowickiego. 
Od 2015 w ramach Festiwalu Filmowego CINEMAFORUM prowadził warsztaty filmowe dla młodzieży „MASTERCLASS – Szkoła Filmowania”. W 2019 włączył się w akcję społeczną Fundacji Faktu i serwisu Plejada.pl „Zdrowie jest męskie”, biorąc udział w sesji zdjęciowej do kalendarza na rok 2020. Był na okładkach magazynów takich jak „Film” (w grudniu 2000), „Popcorn” (we wrześniu 2009), „Logo” (w maju 2012), „Men’s Health” (w lutym 2020) i „Świat Zdrowia” (w lutym 2021).
Jako aktor dubbingowy został obsadzony jako Krzyś z Kubusia Puchatka, nastoletni Lord Voldemort z filmu Harry Potter i Komnata Tajemnic czy Sam Wilson z filmów: Kapitan Ameryka: Zimowy żołnierz (2014), Avengers: Czas Ultrona (2015) i Ant-Man (2015).

## Życie prywatne
Przez kilka lat pozostawał w nieformalnym związku z aktorką musicalową Katarzyną Łaską. 25 września 2010 poślubił tłumaczkę Patrycję Krogulską, jednak już w maju 2011 się rozwiedli. 20 stycznia 2018 ożenił się z instruktorką baletu Pauliną Andrzejewską, z którą ma dwóch synów, Franciszka (ur. 2018) i Ignacego (ur. 2020).
W sierpniu 2009 wyruszył z przyjaciółmi w podróż na Syberię, pokonując odległość 25 tys. km w ciągu 63 dni. Jeden z samochodów marki Mercedes G, którym przejechali trasę, został przekazany na licytację Wielkiej Orkiestry Świątecznej Pomocy.

## Filmografia
| - 1993: Łowca. Ostatnie starcie jako Janik - 1994: Przygody Joanny jako Waldek - 2000: Córka kapitana (Russkij bunt, Русский бунт) jako Piotr Grinjow - 2001: Przedwiośnie jako Cezary Baryka - 2003: Marcinelle jako Costantini - 2005: 1409. Afera na zamku Bartenstein jako Zbyszko - 2005: Karol. Człowiek, który został papieżem jako Wiktor Miłosz - 2006: Krótka histeria czasu jako Tomek - 2007: Jutro idziemy do kina jako Andrzej Skowroński - 2008: Nie kłam, kochanie - 2008: Czarny jako Kania - 2009: Kochaj i tańcz jako Wojtek - 2011: Zagubiony czas jako Tomasz Limanowski - 2018: Miłość jest wszystkim jako Zbyszek Grunwald - 2018: Serce nie sługa jako Marek - 2018: Pamięć śladów jako Romuald Michniewicz - 2020: Furioza jako „Golden” - 2021: Lokal zamknięty jako policjant Roman - 2022: Miłość na pierwszą stronę jako Tomasz, partner Niny - 2023: O psie, który jeździł koleją jako zawiadowca Piotr, ojciec Zuzi - 2024: Jak ukradłem 100 milionów jako Dandys - 1993: Czterdziestolatek. 20 lat później jako Lech, wnuk Karwowskich - 1993: Wow jako Jim - 1995: Matki, żony i kochanki jako Jurek - 1997: Klan jako Mateusz Marczyński (gościnnie) - 1998: Matki, żony i kochanki II jako Jurek Zarychta, syn Wiktorii - 1999: Policjanci jako Błażej (gościnnie) - 1999–2007: Na dobre i na złe jako Darek (gościnnie) - 2002: Przedwiośnie (serial) jako Cezary Baryka - 2004: Oficer jako Patryk Wiśniewski (odc. 2-6) - 2004–2006: Pensjonat pod Różą jako Chłopak z sekty (gościnnie) - 2004: Camera Café jako Szymek (gościnnie) - 2005–2008: Egzamin z życia jako Michał Oleszuk - 2006: Oficerowie jako Patryk Wiśniewski z serialu Oficer (odc. 14) - 2006–2007: Hela w opałach jako Tomek (gościnnie) - 2008: Pitbull jako Walisz (odc. 21) - 2008: 39 i pół - 2008: Teraz albo nigdy! jako Andrzej Bosz - 2010: Hotel 52 jako Łukasz (odc.4) - 2011: Chichot losu jako Marcin - 2013: Prawo Agaty jako hokeista Kostek Kamiński (odc. 49) - 2013: Na krawędzi jako prokurator Marek Frydrych - od 2014: Na dobre i na złe jako Krzysztof Radwan, ordynator oddziału ginekologii - 2014: Sama słodycz jako Osa - 2014: Na krawędzi 2 jako prokurator Marek Frydrych - 2015: Jak zostałem Rosjaninem (Kak ja stal russkim, Как я стал русским) jako Alex Wilson - 2016: Bodo jako Adam Brodzisz (odc. 9) - 2017–2020: W rytmie serca jako Adam Żmuda - 2017: Ultraviolet jako Adam Szmit (odc.3,9-10) - 2019: Mały Grand Hotel jako aktor Marcin Agaciński (odc. 2 pt. „Znany aktor”) - 2020–2021: Usta usta jako Michał - 2021–2022: Przyjaciółki jako Błażej Nowicki - 2021: Planeta singli. Osiem historii jako Adam Zawada - 2024: Prosta sprawa - 2024: Klaps! 50 twarzy Greya, Teatru Polonia w Warszawie, Grey | - 1991: Chip i Dale: Brygada RR jako kot Bucik (odc. 1) - 1992–1993: Nowe przygody Kubusia Puchatka jako Krzyś - 1995: Hook jako Jack „Jackie” Banning - 1996: Książę i żebrak (pierwsza wersja dubbingowa) jako Tom Canty - 2001: Życzenie Annabelli (druga wersja dubbingowa) jako Billy - 2003: Harry Potter i Komnata Tajemnic jako Tom Riddle - 2005: Karol. Człowiek, który został papieżem jako Wiktor Miłosz - 2005: Fantastyczna Czwórka jako Johnny Storm / Ludzka Pochodnia - 2005–2006: B-Daman jako Vinnie B. - 2005: Księżniczka na ziarnku grochu jako Otto - 2007: Wojownicze Żółwie Ninja (pierwsza wersja dubbingowa) jako Donatello - 2007: Fantastyczna Czwórka jako Johnny Storm / Ludzka Pochodnia - 2010: Jak wytresować smoka jako Czkawka Filmy i seriale z Marvel Cinematic Universe jako Sam Wilson / Falcon: - 2014: Kapitan Ameryka: Zimowy żołnierz - 2015: Avengers: Czas Ultrona - 2015: Ant-Man - 2016: Kapitan Ameryka: Wojna bohaterów - od 2017: Big Mouth jako Nick - 2018: Avengers: Wojna bez granic - 2019: Avengers: Koniec gry - 2021: Falcon i Zimowy Żołnierz - 2021: PRO8L3M feat. Vito Bambino – „Ritz Carlton (Remix)” lub „Furioza” |